# Софьино (деревня, Москва)
Софьино — деревня в Троицком административном округе Москвы (до 1 июля 2012 года в составе Подольского района Московской области). Входит в состав поселения Краснопахорское.

## Население
| 1859 | 1890 | 1899 | 1926 | 2002 | 2006 | 2010 |
| ---- | ---- | ---- | ---- | ---- | ---- | ---- |
| 253  | ↗340 | ↘222 | ↗272 | ↘52  | ↘38  | ↘33  |

Согласно Всероссийской переписи, в 2002 году в деревне проживало 52 человека (24 мужчины и 28 женщин). По данным на 2005 год в деревне проживало 39 человек.

## География
Деревня Софьино расположена в северо-восточной части Троицкого административного округа, примерно в 40 км к юго-западу от центра города Москвы и 15 км к западу от центра города Подольска, на правом берегу реки Пахры.
В 2 км западнее деревни проходит Калужское шоссе А130, в 5 км к югу — Московское малое кольцо А107. Ближайшие населённые пункты — деревня Подосинки и село Красное.
Связана автобусным сообщением с микрорайоном «В» Троицка и со станцией Подольск Курского направления Московской железной дороги (маршруты № 1024, 1032, 1034).
В деревне Софьино расположены следующие улицы:
Берёзовая, Дачная, Дубравная, Заречная, Луговая, Озёрная, Платановая, Полевая, Речная, Родниковая, Солнечная, Соловьиная, Цветочная, Центральная и Ясная.

## История
В «Списке населённых мест» 1862 года — владельческая деревня 1-го стана Подольского уезда Московской губернии по левую сторону старокалужского тракта, в 16 верстах от уездного города и 15 верстах от становой квартиры, при реке Пахре, с 34 дворами и 253 жителями (125 мужчин, 128 женщин).
По данным на 1890 год — деревня Красно-Пахорской волости Подольского уезда с 340 жителями.
В 1913 году — 55 дворов, имелось земское училище.
По материалам Всесоюзной переписи населения 1926 года — центр Софьинского сельсовета Красно-Пахорской волости Подольского уезда в 2,1 км от Калужского шоссе и 16 км от станции Гривно Курской железной дороги, проживало 272 жителя (100 мужчин, 172 женщины), насчитывалось 57 хозяйств, из которых 56 крестьянских.
1929—1946 гг. — населённый пункт в составе Красно-Пахорского района Московской области.
1946—1957 гг. — в составе Калининского района Московской области.
1957—1958 гг. — в составе Ленинского района Московской области.
1958—1963, 1965—2012 гг. — в составе Подольского района Московской области.
1963—1965 гг. — в составе Ленинского укрупнённого сельского района Московской области.
С 2012 г. — в составе города Москвы.

## Достопримечательности
В 400 метрах к юго-западу от окраины деревни на высокой террасе правого берега реки Пахры расположено селище «Софьино-I». Селище датировано XIII—XV веками и является памятником археологии.
Памятник солдатам — жителям деревень Софьино и Подосинки, погибшим в Великой Отечественной войне 1941—1945 г.
Часовня.

## Экономика
Фармацевтический завод французской компании Servier, ранее — Serdix, ООО «Сердикс».